# Parti de l'héritage (Malaisie)
Le Parti de l'héritage (en malais : Parti Warisan abrégé WARISAN) est un parti politique multiethnique malaisien. Précédemment appelé le Parti de l'héritage de Sabah (en malais : Parti Warisan Sabah, parti fondé le 17 octobre 2016 et dirigé par Shafie Apdal, qui était principalement basé dans l'État de Sabah jusqu'à son expansion au niveau national à la fin de 2021,,.

## Histoire
Le parti forme une alliance électorale avec le Pakatan Harapan (PH) lors des élections législatives de 2018,. Son président Shafie Apdal promet que le parti sera représenté au sein du gouvernement fédéral si le PH est élu au pouvoir. Il ajoute que par le biais du pacte électoral, ils « ne travailleront qu'ensemble, sans adhérer au pacte du PH car leur parti ne se présente qu'à Sabah ». Le parti devient membre de la coalition au pouvoir et du gouvernement fédéral lorsque le PH remporte les élections législatives de 2018, mais quitte la coalition en avril 2021, 13 mois après que la coalition du Pakatan Harapan soit évincée du gouvernement.
Lors des élections législatives de l'État de Sabah en 2020, le parti au pouvoir dans l'État est défait par la coalition informelle d'opposition de l'Alliance du peuple de Sabah (GRS) composée des partis fédéraux du Perikatan Nasional, Barisan Nasional et du Parti uni de Sabah. Warisan ne réussit pas à obtenir une majorité simple pour conserver le pouvoir dans l'État, permettant ainsi à la coalition GRS de former le nouveau gouvernement de l'État.
Après les élections de 2020, Warisan devient le plus grand parti d'opposition à l'Assemblée législative de l'État de Sabah et l'ancien ministre en chef avant l'élection et président du parti Shafie Apdal devient le nouveau chef de l'opposition après avoir été évincé lors de l'élection. Lors de son assemblée générale annuelle du 12 décembre 2020, les membres votent en faveur de l'élévation du parti d'un niveau local à un niveau national, comme moyen d'intégrer la Malaisie orientale dans la prise de décision pour l'ensemble de la nation. À la suite de cette décision le parti est renommé simplement en « Parti de l'héritage »,.
Warisan commencé officiellement son expansion dans la péninsule de Malaisie le 17 décembre 2021 avec le lancement de son antenne, qui doit collaborer avec l'Alliance démocrate unie malaisienne (en). Lors du même événement, le chef du parti laisse également entendre qu'un député malaisien de la péninsule rejoindrait le parti. Finalement, le 22 janvier 2022, Bryan Lai Wai Chong, député dans l'État de Selangor, se joint au parti pour devenir son premier député dans la péninsule, suivi deux jours plus tard par les anciens membres du Dewan Rakyat Danny Law Heng Kiang et Jeff Ooi du Parti d'action démocratique. En février 2022, l'ancien député de l'État de Johor de l'UMNO, Suhaimi Salleh, rejoint le parti pour devenir son coordinateur pour les prochaines élections du 12 mars dans l'État de Johor.
Le 15 février 2022, Warisan annonce qu'il se présente aux élections de l'État de Johor de 2022 comme test pour connaître leur soutien dans la péninsule. Outre leur coordinateur de Johor, l'ancien député de l'UMNO Suhaimi Salleh, Warisan recrute l'ancien membre du Comité central de travail du Congrès indien malaisien (en) (MIC), Datuk Seri S. Sunther — fils de l'ancien vice-président du MIC Datuk Seri S. Subra et de l'ancienne chef des femmes du GERAKAN Johor Wong Siew Poh — pour aider Suhaimi Salleh pour les élections. Finalement, les candidats du Warisan se présentes dans 6 des 56 circonscriptions de l'Assemblée d'État, mais n'en remportent aucune.

## Résultats électoraux
| Année | Voix    | %    | Élus    | Rang |
| ----- | ------- | ---- | ------- | ---- |
| 2018  | 280 520 | 2,32 | 8 / 222 | 4e   |
| 2022  | 281 732 | 1,82 | 6 / 222 | 5e   |